# Balsamocarpon brevifolium
Balsamocarpon brevifolium är en ärtväxtart som beskrevs av Dominique Clos. Balsamocarpon brevifolium ingår i släktet Balsamocarpon och familjen ärtväxter. Inga underarter finns listade i Catalogue of Life.